# Depths of Wikipedia
Depths of Wikipedia (traduisible en français par « Profondeurs de Wikipédia ») est un compte humoristique anglophone sur les réseaux sociaux, partageant des extraits d'articles Wikipédia, humoristiques, étranges, intéressants ou absurdes.
Le compte Instagram Depths of Wikipedia est créé en 2020 par l'américaine Annie Rauwerda, alors étudiante à l'université du Michigan. Wikipédienne, elle a également animé un edit-a-thon sur Wikipédia, ainsi que des spectacles humoristiques en lien avec Depths of Wikipedia.

## Création

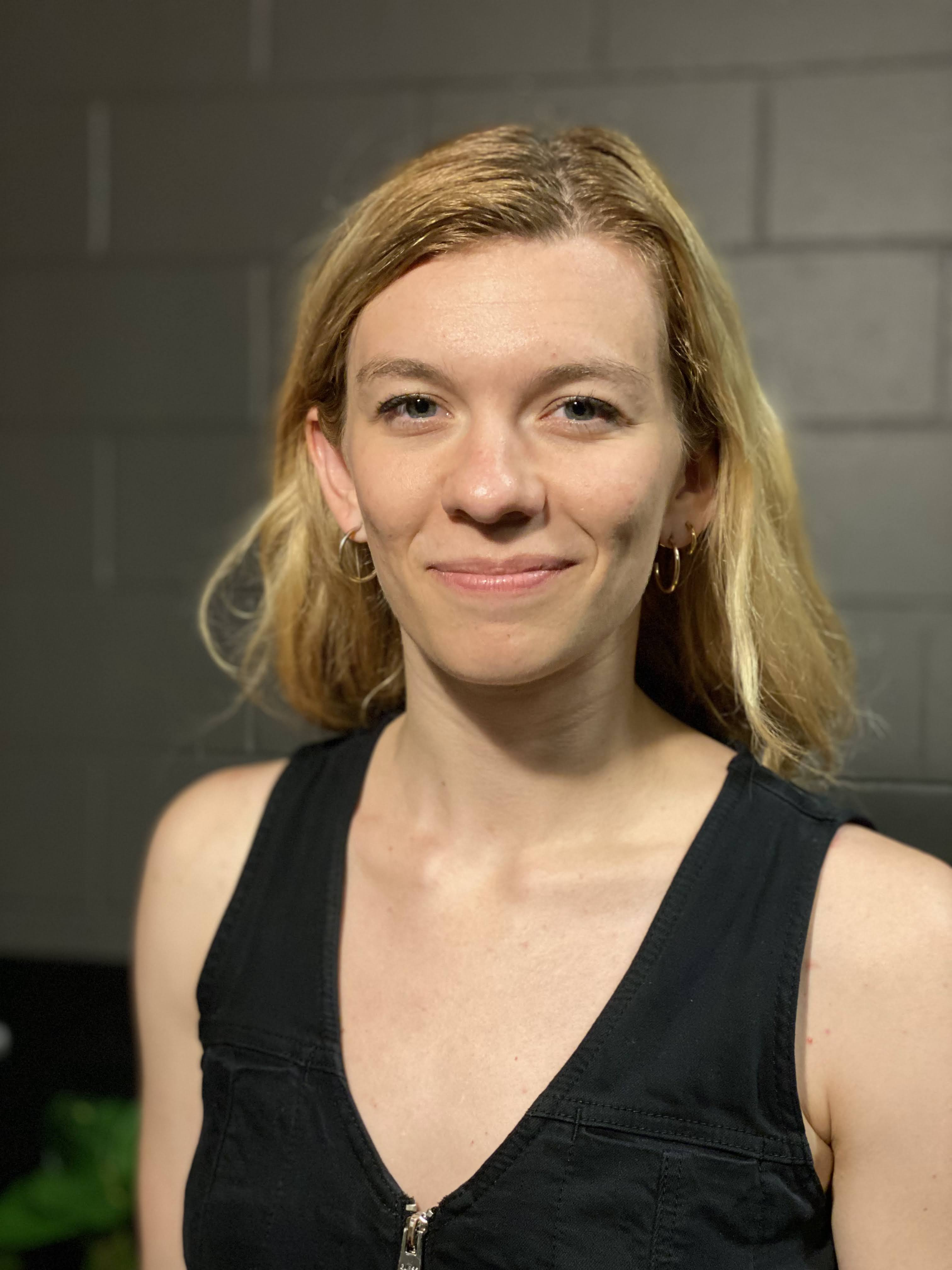
Annie Rauwerda en 2022.

Le compte Instagram Depths of Wikipedia est créé en avril 2020 par Annie Rauwerda, étudiante en neurosciences à l'université du Michigan,. Ce compte personnel est créé au début de la pandémie de Covid-19, dans l'objectif de partager des faits étranges, surprenants ou intéressants de la Wikipédia en anglais à ses amis.
D'après Annie Rauwerda, son projet s'inspire d'un collage d'extraits d'articles Wikipédia réalisé pour le magazine d'un ami et d'une illustration de l'article de la Wikipédia en anglais intitulé « cow tipping (en). » Elle s'intéresse déjà à Wikipédia avant la création de ce compte : elle fréquente l'encyclopédie depuis son enfance et pratique le Wikiracing à l'école.
Son compte est partagé de manière positive par l'influenceuse Caroline Calloway (en), après les excuses d'Annie Rauwerda à la suite de tensions après le partage de la page Wikipédia de la première : cela apporte à Depths of Wikipedia une première vague d'abonnés,.
Avec la hausse d'abonnés sur son compte Instagram, Annie Rauwerda crée les comptes TikTok et Twitter de Depths of Wikipedia et lance une newsletter traitant plus en détail de pages Wikipédia insolites.

## Contenu
Depths of Wikipedia traite de différents sujets ayant une page Wikipédia — ayant une dimension étrange, décalée ou originale — avec humour, notamment issu de mèmes Internet.

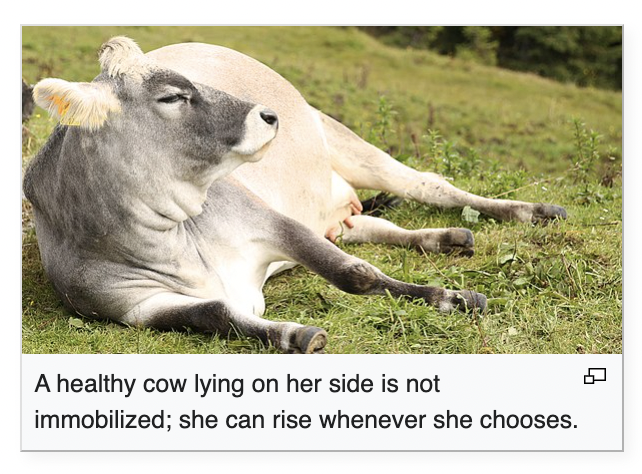
Capture d'écran d'une image et de sa légende tirées de la Wikipédia en anglais, partagée sur le compte Depths of Wikipedia.

Annie Rauwerda déclare recevoir de nombreuses propositions d'articles à partager, et doit effectuer une sélection,.
Elle contribue elle-même à Wikipédia, et a animé un edit-a-thon pour accueillir de nouveaux contributeurs. Elle présente également des spectacles humoristiques, se basant sur des anecdotes issues de Wikipédia,,.